# Helenwood
Helenwood es un lugar designado por el censo ubicado en el condado de Scott en el estado estadounidense de Tennessee. En el censo de 2010 tenía una población de 865 habitantes y una densidad poblacional de 52,18 personas por km².

## Geografía
Helenwood se encuentra ubicado en las coordenadas 36°26′19″N 84°34′1″O / 36.43861, -84.56694. Según la Oficina del Censo de los Estados Unidos, Helenwood tiene una superficie total de 16.58 km², de la cual 16.57 km² corresponden a tierra firme y (0.02%) 0 km² es agua.

## Demografía
Según el censo de 2010, había 865 personas residiendo en Helenwood. La densidad de población era de 52,18 hab./km². De los 865 habitantes, Helenwood estaba compuesto por el 99.19% blancos, el 0% eran afroamericanos, el 0.23% eran amerindios, el 0% eran asiáticos, el 0% eran isleños del Pacífico, el 0.35% eran de otras razas y el 0.23% pertenecían a dos o más razas. Del total de la población el 0.58% eran hispanos o latinos de cualquier raza.